# Sukajadi (Hinai)
Sukajadi is een bestuurslaag in het regentschap Langkat van de provincie Noord-Sumatra, Indonesië. Sukajadi telt 4019 inwoners (volkstelling 2010).